# Sid Binks
Sydney "Syd" Binks (25 tháng 7 năm 1899 – 4 tháng 2 năm 1978) là một cầu thủ bóng đá thi đấu cho Bishop Auckland, Spennymoor United, Sheffield Wednesday, Huddersfield Town, Blackpool, Portsmouth, Southend United, Fulham, Chesterfield trước khi trở lại Sheffield Wednesday.